# Peros Banhos
Peros Banhos est un atoll inhabité de l'archipel des Chagos, situé dans le Territoire britannique de l'océan Indien, mais que l'ONU reconnaît comme territoire mauricien depuis 2019. L'atoll était habité depuis 1756 par des Chagossiens travaillant dans les cocoteraies des différentes îles avant qu'ils ne soient déplacés vers Maurice entre 1966 et 1973,.

## Géographie

### Localisation
Peros Banhos est situé dans le centre de l'océan Indien, dans le nord de l'archipel des Chagos, à 40 kilomètres au nord du banc Great Chagos, à 24 kilomètres à l'ouest des îles Salomon et à 205 kilomètres au nord-ouest de Diego Garcia. L'île Yéyé située dans le nord-est de l'atoll est l'île de l'archipel des Chagos qui est la plus proche des Maldives, distante de 523 kilomètres de l'île Gan située dans l'atoll Addu en direction du nord.
Administrativement, Peros Banhos est inclus dans le Territoire britannique de l'océan Indien. Cependant, l'île Maurice réclame la souveraineté de l'archipel des Chagos, y compris Peros Banhos.

### Topographie
Peros Banhos est un atoll de forme carrée avec 28 kilomètres de longueur d'est en ouest et de 26 kilomètres de largeur du nord au sud. La superficie des terres émergées est de 13 km2 alors que la superficie totale de l'atoll, lagon inclus, est de 503 km2. La baie de Peros Banhos, le lagon de l'atoll, contient de petits récifs coralliens circulaires. Ses bords orientaux, septentrionaux et occidentaux de l'atoll sont constitués de récifs coralliens à fleur d'eau qui émergent en plusieurs îles sablonneuses. Son bord méridional est constitué de récifs coralliens submergés.
L'atoll émerge en plusieurs endroits pour former 32 îles et îlots dont l'île du Coin et l'île Pierre, les plus grandes. L'île du Coin comporte un campement et le principal port de l'archipel avec une jetée, le second port se trouvant sur l'île Diamant. Les îles sont couvertes d'une végétation tropicale essentiellement composée de cocotiers issus des anciennes cocoteraies. Depuis la première cartographie de l'atoll en 1837, les îles ont changé de physionomie telle l'île Saint-Brandon, couverte alors de cocotiers, qui n'est désormais plus qu'un banc de sable ou encore une petite île sans nom couverte d'une végétation dans l'Ouest de l'atoll qui n'était à l'époque qu'un banc de sable.
| Nom                    | Superficie (km2) |
| ---------------------- | ---------------- |
| Île Anglaise           |                  |
| Grande île Bois mangue |                  |
| Petite île Bois mangue |                  |
| Île du Coin            |                  |
| Coin du Mire           |                  |
| Grande île Coquillage  |                  |
| Petite île Coquillage  |                  |
| Île Diable             |                  |
| Île Diamant            |                  |
| Île Finon              |                  |
| Île Fouquet            |                  |
| Île Gabrielle          |                  |
| Île Longue             |                  |
| Île Manoël             |                  |
| Île Manon              |                  |

| Nom                    | Superficie (km2) |
| ---------------------- | ---------------- |
| Grande île Mapou       |                  |
| Petite île Mapou       |                  |
| Mapou de l'île du Coin |                  |
| Île Monpâtre           |                  |
| Île Moresby            |                  |
| Île Parasol            |                  |
| Île de la Passe        |                  |
| Île Pierre             |                  |
| Île Poule              |                  |
| Île Saint-Brandon      |                  |
| Grande Sœur            |                  |
| Petite Sœur            |                  |
| Île Vache marine       |                  |
| Île Verte              |                  |
| Île Yéyé               | 0,6              |

### Protection

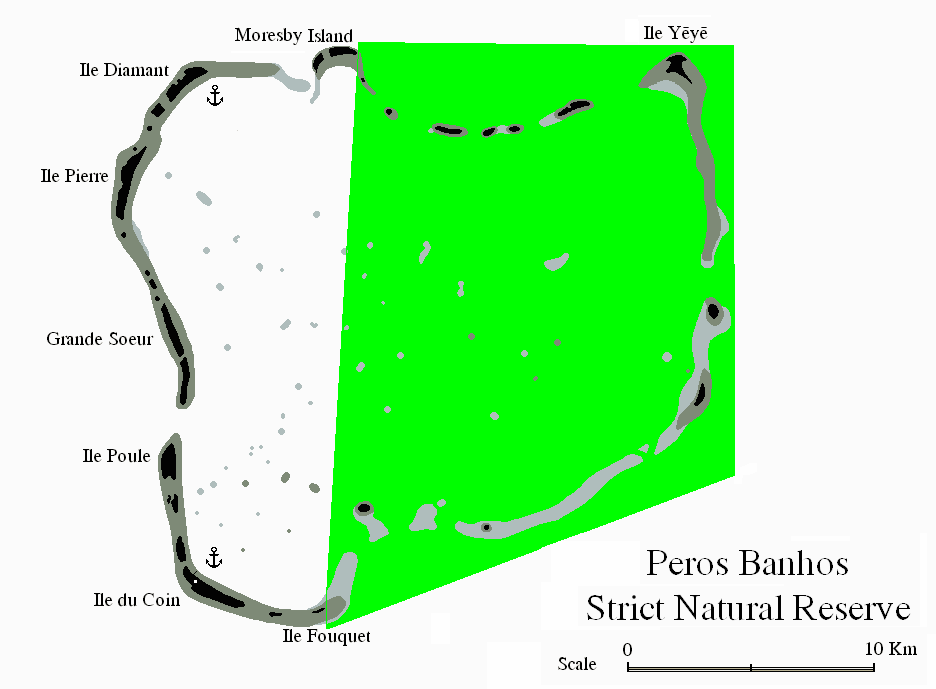
Carte de la réserve naturelle stricte de l'atoll Peros Banhos (en vert).

Peros Banhos est inclus dans la réserve naturelle de l'archipel des Chagos et la partie orientale de l'atoll constitue une réserve naturelle stricte, en anglais Peros Banhos Atoll Strict Nature Reserve. Elle est délimitée à l'ouest par une ligne reliant la pointe orientale de l'île Moresby au nord à la pointe orientale de l'île Fouquet au sud et à l'est par la pleine mer. L'entrée dans cette réserve naturelle est interdite à moins de 200 mètres des rivages et les plaisanciers ont interdiction d'y mouiller.

## Histoire

### Découverte par les Portugais au XVIe siècle
Peros Banhos est découvert en 1513 par Afonso de Albuquerque, un explorateur portugais. Il baptise l'atoll du nom de Pêro dos Banhos, un navigateur portugais mort alors qu'il naviguait autour de Peros Banhos. En 1556, un vaisseau portugais, le Conceição, fait naufrage sur les récifs de Peros Banhos. Manoel Rangel, un membre d'équipage, effectue alors une description assez précise de l'atoll. Les rescapés, au nombre de 165, se réfugient sur une des îles qui est couverte de cocotiers et de mauvaises herbes. Elle est également habitée par cinq prêtres catholiques et deux femmes. Ils se nourrissent des milliers d'oiseaux qui y vivent et s'abreuvent en creusant des puits dans le sable. Il rapporte également que de nombreuses tortues viennent pondre sur les plages de l'île.
Le capitaine britannique Robert Moresby effectue un séjour dans l'archipel des Chagos et effectue une cartographie de Peros Banhos en 1837. L'île Moresby sera baptisée en son nom. La comparaison de sa carte avec la suivante effectuée par la marine indienne montrera que certaines îles de l'atoll ont changé de physionomie, certaines s'agrandissant tandis que d'autre s'érodent.

### Déportation des Chagossiens
À partir de 1756, des Chagossiens habitent sur l'île du Coin dans le cadre de la colonisation française de l'archipel des Chagos. Ils y construisent des maisons, des églises et des écoles et travaillent dans les cocoteraies des différentes îles. Ils seront jusqu'à 500 habitants sur l'île avant qu'ils ne soient déplacés à l'île Maurice entre 1966 et 1973 comme le reste des Chagossiens de l'archipel des Chagos,. L'île du Coin était la seule île habitée de Peros Banhos de manière permanente du temps où l'atoll était habité, les autres campements se trouvaient sur Grande Sœur, l'île Manoël, l'île Pierre et l'île Diamant où se trouve le second port de l'atoll. L'île du Coin est le lieu de retour le plus probable des Chagossiens dans l'archipel des Chagos bien que l'atoll soit toujours interdit d'accès.

### Territoire mauricien selon l'ONU
Le 25 février 2019, dans un avis consultatif, la Cour internationale de justice estime que le Royaume-Uni a « illicitement » séparé l’archipel des Chagos de l’île Maurice après son indépendance en 1968,.
L'assemblée générale de l’ONU a adopté une résolution le 22 mai 2019, commandant à la Grande-Bretagne de restituer l'archipel des Chagos à la République mauricienne dans les six mois, ce qui permettrait aux Chagossiens de retrouver leurs terres.
Le 22 mai 2019, l'Assemblée générale de l'ONU avait adopté à une très large majorité une résolution, non contraignante mais à forte valeur politique, donnant six mois à Londres pour procéder à cette rétrocession. Ce délai a pris fin le 22 novembre 2019 sans que le Royaume-Uni se conforme à cette résolution, ni à l'avis consultatif formulé en février par la Cour internationale de justice (CIJ) demandant à Londres de mettre fin "dans les plus brefs délais" à son administration des Chagos.
Le 15 janvier 2020, Pravind Jugnauth premier ministre des île Maurice, était à Londres pour assister à un sommet sur les investissements de la Grande-Bretagne en Afrique. il s'est entretenu avec les chefs des gouvernements de l'Afrique du Sud, du Kenya, de Côte d'Ivoire et du Mozambique. Il a indiquait que : "Port-Louis étudiait la possibilité d’entamer des poursuites contre des responsables britanniques devant la Cour pénale internationale pour crime contre l’humanité", écrit IonNews.
Le 25 mai 2020, la nouvelle carte publiée par l'ONU fait apparaitre l'archipel des chagos comme territoire mauricien.
Le 22 mai 2025, les Royaumes Unis donnent leur accord pour rétrocéder l'archipel des Chagos à l'île maurice, incluant donc Peros Banhos, en échange toutefois d'un bail de 99 ans pour l'utilisation exclusive de Diego Garcia. Le traité inclue également des compensations financière importante et des dédomagements aux Chagossiens.

## Personnalités
- Clément Siatous (1947-), peintre mauricien et britannique, est né à Peros Banhos.
- Liseby Elysé (1953-), militante mauricienne de la cause chagossienne, est née à Peros Banhos.
- Olivier Bancoult (1964-), militant mauricien et britannique de la cause chagossienne, est né à Peros Banhos.